# Bozók Ferenc
Bozók Ferenc (Gyöngyös, 1973. október 8. –) magyar költő és esszéista, magyar–történelem szakos tanár, piarista szerzetes.

## Élete
Bozók Ferenc 1973. október 8-án született Gyöngyösön. Gyermekkorát a Gyöngyös és Eger közötti, mátraaljai Domoszló községben töltötte. Egerben, az Eszterházy Károly Főiskolán szerzett magyar-történelem szakos diplomát, majd a gyöngyöspatai önkormányzati általános iskolában tanított magyart és történelmet, valamint osztályfőnök is volt. 
2004 óta a piarista rend szerzetese lett, és a Sapientia Szerzetesi Hittudományi Főiskolán szerzett teológusi diplomát. 2007/2008-ban a váci, 2008-tól a kecskeméti, 2012/2013-ban a gödi, 2013-tól ismét a váci, 2016-tól a mosonmagyaróvári, 2020/2021-ben a nagykanizsai piarista iskolák tanára volt. 2021 óta a Piarista Rend Magyar Tartománya Központi Levéltára munkatársa.
Tagja a Gyurkovics Tibor által vezetett Magyar Írók Egyesületének és a Fiatal Írók Szövetségének.

## Munkássága
Bozók Ferenc versei és esszéi folyóiratokban (Lyukasóra, Hitel, Ezredvég, Kortárs, Mozgó Világ, Prae, Új Ember, Keresztény Élet, Evangélikus Élet, Kapu, Jel, Nagyvilág, Zempléni Múzsa, Polísz, Új Forrás, Életünk, Agria, Dunatükör stb.) jelentek meg. 
Első önálló kötete, a Szélkutya (esszék és versek, 2007) kiadását a Magyar Írók Egyesületének szépirodalmi folyóirata, a Lyukasóra támogatta, előszavát Lisztóczky László irodalomtörténész, utószavát Simor András, az Ezredvég folyóirat főszerkesztője írta.
Második könyve a Tükörkrisztus (esszék, 2009), a Littera Nova Könyvkiadó jelentette meg a 2009-es Ünnepi Könyvhétre, mint a Metaphysica et Poetica című sorozat első köteté volt. Ezt a könyvsorozatot Rónay László, Balázs Tibor, Ködöböcz Gábor és Kalász Márton szerkesztik. Előszavát dr. Lisztóczky László irodalomtörténész, utószavát dr. Ködöböcz Gábor irodalomtörténész, az Agria főszerkesztője írta. 
Harmadik könyve, az Azúrtemető (versek és esszék) 2010-ben, a Költészet Napjára jelent meg. Előszavát és hátsó borítójának fülszövegét Szilágyi Márton irodalomtörténész írta. 
Negyedik könyve a Rubinpirosat visz a nyárba (félszáz vers), melyet a Hét Krajcár Kiadó jelentetett meg a 2010-es Ünnepi Könyvhétre. A szerző szépirodalmi folyóiratokban megjelent verseiből válogatott 50 verset a Hét Krajcár Kiadó. Ezekhez az előszót és a fülszöveget dr. Ködöböcz Gábor írta. A könyvben Tóth Dóra rajzai láthatók.
Ötödik könyve a Szilveszteri gótika mely tíz esztendő verseiből és esszéiből válogat, a 2011. évi Ünnepi Könyvhétre jelent meg, a Porta Könyvkiadó gondozásában. Előszavát Czigány György, utószavát Buda Ferenc írta, az illusztrációkat Tóth Dóra készítette.
A 2013-as Ünnepi Könyvhétre két könyve jelent meg. Az egyik a 26 kortárs magyar költővel készített interjúkat tartalmazó Kortársalgó című beszélgetőkönyv a Hét Krajcár Kiadó gondozásában, a másik az általa szerkesztett Költői Budapest, Budapest költői című versantológia, melyben 57 mai magyar költő Budapestről írott verse olvasható, az Antológia Kiadó kiadásában. 
2014-ben megjelent könyvének címe: Magán(y)lexikon (szubjektív kislexikon, aforizmák, verstöredékek), Üveghegy Kiadó.
A 2015-ös Ünnepi Könyvhétre két verseskötete látott napvilágot. Egyik a Tükörtenger, tíz év folyóirat-publikációiból válogat, előszavát és fülszövegét Alföldy Jenő irodalomtörténész írta. Másik a Holt költők társtalansága, mely újabb, eddig kötetbe fel nem vett verseket tartalmaz, fülszövegét Lezsák Sándor írta (Antológia Kiadó).
A 2016-os Ünnepi Könyvhétre jelent meg a Szárnyas idők (esszék a magyar – és a világirodalomból) című könyve. 
A 2018-as Ünnepi Könyvhéten jelent meg a Nagyvilági esszék (esszék és tanulmányok a világirodalomból) című kötete. (Üveghegy Kiadó),  a fülszöveget Véghelyi Balázs írta.
A 2019-es Ünnepi Könyvhét újdonsága volt Magyar költők Jézusa című könyve, melyben 20. századi magyar költők Jézusról szóló verseit közli, a versekhez kapcsolódó rövid versmeditációkkal.

## Művei

### Könyvek
- Szélkutya: Esszék és versek. Budapest: szerzői. 2007.  = Z-füzetek,
- Tükörkrisztus: Szépirodalmi esszék. Budapest: Littera Nova. 2009.  = Metaphysica et poetica,
- Rubinpirosat visz a nyárba: Félszáz vers. Budapest: Hét Krajcár. 2010.
- Azúrtemető: Versek és esszék. Budapest: szerzői. 2010.  = Z füzetek,
- Szilveszteri gótika: Válogatott és új versek és esszék. Kecskemét: Farkas Galéria Bt. 2011.  = Porta könyvek,
- Kortársalgó: Beszélgetések XXI. századi magyar költőkkel. Budapest: Hét Krajcár. 2013.
- Költői Budapest, Budapest költői. Szerk. Bozók Ferenc. Lakitelek: Antológia. 2013.
- Magán(y)lexikon. Százhalombatta: Üveghegy. 2014.
- Holt költők társtalansága: Versek. Lakitelek: Antológia. 2015.
- Tükörtenger: Versek folyóiratokból. Göd: Rézbong. 2015.
- Szárnyas idők…: Esszék a magyar- és a világirodalomból. Miskolc: Felsőmagyarország. 2016.
- Nagyvilági esszék: Esszék, tanulmányok a világirodalomból. Százhalombatta: Üveghegy. 2018.
- Magyar költők Jézusa: Meditációk 20. századi magyar költők Jézus-verseiről. Százhalombatta: Üveghegy. 2019.
- Félszáz (50 év - 50 vers): Versek folyóiratokból. Százhalombatta: Üveghegy. 2023.

### Interjúk
- Bocsi Rita:  Interjú Bozók Ferenccel.  Heves Megyei Hírlap,   (2011. október 19.)
- Füstös Simon Zsuzsa:  Beszélgetés Bozók Ferenccel, az író könyvheti könyveiről.  Agria,   (2013)   90–92. o.
- Füstös-Simon Zsuzsi:  „A legmeglepőbb, hogy a magyar költők mennyire kedves emberek”. Irodalmi Jelen (2013. szeptember 3.)
- Nemes György:  Interjú Bozók Ferenccel.  Váci Polgár,   (2015. november)
- Elmer István:  Beszélgetés Bozók Ferenc piarista paptanárral, költővel.  Új Ember,   (2015. november 29.)   9. o.
- Weninger Endréné Erzsébet:  Bozók Ferenc piarista szerzetestanár többkötetes költő. Montázs magazin (2016. február 2.)
- Polgár Marcell:  Mátraalján, falu szélén… Országút (2022. április 13.)
- Szederkényi Olga interjúja Bozók Ferenccel Rideg Sándor életművéről. In  Szederkényi Olga: Irodalmi popikonok. Budapest: Helikon Kiadó. 2020.   101–109. o.
- Szerdahelyi Csongor:  Találkozás Bozók Ferenc félszáz versével: Szerdahelyi Csongor beszélget a szerzővel a felsőkrisztinavárosi plébánia közösségi házában. YouTube (2023. november 19.)
- Mészáros Anett:  Versben rejtőző Isten. YouTube (2024. szeptember 10.)

## Kritikák
- Lisztóczky László:  „Szeressétek és fogjátok pártját neki”: Bozók Ferenc költészetéről.  Vár,  tavasz. sz. (2009)   63–66. o.
- Tóth Barna:  Bozók Ferenc, a katolikus költő.  Zempléni Múzsa,  tavasz. sz. (2009)   94–97. o.
- Lisztóczky László: Verseink hiányjelek (Bozók Ferenc költészetéről). In  Lisztóczky László: A múló idő mérlegén: Kuriózumok Eger irodalmi örökségéből. Eger: (kiadó nélkül). 2014.   146–152. o.
- Lisztóczky László:  Bozók Ferenc versei elé.  Egri Magazin,   (2010. október 3.)
- Kovács Gergely:  Költők írjatok verseket: Bozók Ferencről.  Four Four Two Futball Magazin,   (2012. február)   47. o.
- Benke László:  Az én költőm Bozók Ferenc.  Vár,  2. sz. (2013)
- Lisztóczky László:  Portrévázlat Bozók Ferencről.  Váci Polgár,   (2013. november)   10–11. o.
- Lezsák Sándor:  Bozók Ferenc versei között járok.  Váci Polgár,  9. sz. (2015. szeptember)   12. o.
- Lisztóczky László: Arcképvázlat Bozók Ferencről. In  Lisztóczky László: Könyvekre emlékezve: Válogatott elő- és utószavaim. Eger: Dsida Jenő Baráti Kör. 2024.   256–266. o.

### Szélkutya (2007)
- Lisztóczky László: A költő feltámadása, Dsida Jenő Baráti Kör, 2008. in: Bozók Ferenc Szélkutya című kötetéről 113-115.
- Lisztóczky László: Előszó, in: Bozók Ferenc Szélkutya című könyve 3-6.
- Simor András: Utószó, in: Bozók Ferenc Szélkutya című könyvének hátsó borítója
- Jánosi Vali: Jairus kislányától az ötödik béig. Bozók Ferenc Szélkutya című könyvéről, Evangélikus Élet, 2007. július 15. 5.
- Kristó Nagy István: Bozók Ferenc Szélkutya kötetéről, Ezredvég, 2007. november, 122-123.
- Bistey András: Bozók Ferenc, egy igaz katolikus költő, Ezredvég, 2007. november, 117-119.
- Vasvári Erika: Bozók Ferenc tanulmányai és versei, Havi Magyar Fórum, 2007. november, 76-77.
- Pécsi Éva: Recenzió Bozók Ferenc Szélkutya című kötetéről, Kristály, 2007. 18. évfolyam 4. szám, 24-25.
- Lisztóczky László: A Dsida Jenő Baráti Kör éves beszámolója, Művelődés /Kolozsvár/, 2007. december 12. o.
- Lisztóczky László: Csonkán is rege-kincs a tiéd, Polísz, 2007. december-január, 88.
- Udvardy Balázs: Bozók Ferenc: Szélkutya, Kapu, 2007. november-december, 92.
- Borbás Péter: Bozók Ferenc: Szélkutya, Jel, 2008. február, 28-29.
- Borbás Péter: Szélben táncoló, Agria, 2008. nyár, 138-141.

### Tükörkrisztus (2009)
- Lisztóczky László: Előszó, in: Bozók Ferenc Tükörkrisztus című könyve 5-10.
- Ködöböcz Gábor: Utószó Bozók Ferenc Tükörkrisztus című kötetéhez, in: Bozók Ferenc Tükörkrisztus című könyve, 79-80.
- Balázs Tibor: Fülszöveg Bozók Ferenc Tükörkrisztus című kötetéhez, in: Bozók Ferenc Tükörkrisztus című könyve, hátsó borító
- Bajáki Zsanett: Tükörkrisztus-Bozók Ferenc új esszékötete, Petőfi Népe, 2009. június 8. 5.
- Szigeti László: Könyvajánló. Spirituális tükör Bozók Ferenc Tükörkrisztus című könyvéről, Új Ember, 2009. június 21. 6.
- Simor András: Mit mutat a tükör? – Bozók Ferenc Tükörkrisztus című könyvéről, Ezredvég, 2010. március, 113-115.
- Busku Anita Andrea: Tükrödben légy önmagad – Bozók Ferenc Tükörkrisztus című kötetéről, Agria, 2010. tavasz, 207-212.

### Azúrtemető (2010)
- Szilágyi Márton: Előszó és fülszöveg Bozók Ferenc Azúrtemető című könyvéhez, in: Bozók Ferenc Azúrtemető című könyve, 5-6., valamint a könyv hátsó borítója
- Lisztóczky László: Bozók Ferenc Azúrtemető című kötetéről, in: Lisztóczky László Az utolsó szalmaszál című tanulmánykötete, 268-276.
- Rákász Judit: Azúrtemető – Bozók Ferenc új kötetéről, Petőfi Népe, 2010. október 12.
- Véghelyi Balázs: Nem nehezülni, de légiesedni – Bozók Ferenc Azúrtemető c. könyvéről, Ezredvég, 2010. november, 114-115.
- Lisztóczky László: Bozók Ferenc Azúrtemető c. könyvének kecskeméti bemutatójáról, Polísz, 2011. január, 95.

### Rubinpirosat visz a nyárba (2010)
- Ködöböcz Gábor: Bozók Ferenc versei elé, in: Bozók Ferenc Rubinpirosat visz a nyárba című könyve, 5-6.
- Ködöböcz Gábor: Bozók Ferenc: Rubinpirosat visz a nyárba, in: Ködöböcz Gábor Szépen magyarul, szépen emberül c. tanulmánykötete, Magyar Napló Kiadó, 2014. 257-258.
- Cseh Károly: Lenyűgözve is röptet – Bozók Ferenc Rubinpirosat visz a nyárba c. könyvéről, Agria, 2010. tél, 224-226.
- Véghelyi Balázs: Isten filctolla – Bozók Ferenc Rubinpirosat visz a nyárba c. könyvéről, Forrás, 2011. március, 104-105.
- Madár János: Bozók Ferenc Rubinpirosat visz a nyárba c. könyvéről, in: Zempléni Múzsa, 2011. ősz, 95.

### Szilveszteri gótika (2011)
- Czigány György: Előszó, in: Bozók Ferenc Szilveszteri gótika című könyve 7.
- Buda Ferenc: Fülszöveg Bozók Ferenc Szilveszteri gótika című könyvéhez, in: Bozók Ferenc Szilveszteri gótika című könyvének hátsó borítója
- Koloh Elek: Bozók Ferenc Szilveszteri gótika című könyvéről, in: Alföldi Napló, 2011. június, 5.
- Borzák Tibor: Télen kotlik, nyáron költ – Bozók Ferenc költészetéről, in: Szabad Föld, 2011. augusztus 19. 16.
- Véghelyi Balázs: Gótikus szilveszter – Bozók Ferenc Szilveszteri gótika c. könyvéről, in: Polísz, 2012. október, 89-90.

### Kortársalgó (2013)
- Lisztóczky László: Bozók Ferenc Kortársalgó című könyvéről, in: Lisztóczky László: A szülőföld vonzásában (Adalékok Gyöngyös irodalmi örökségéhez), Dsida Jenő Baráti Kör kiadványa, Eger, 2020, 107-128.
- Szakolczay Lajos: Bozók Ferenc: Kortársalgó, in: Agria, 2013. ősz, 233-239. = Szabadság-tű: Irodalom, képzőművészet, színház, Budapest, 2024, 507-515.
- Tarján Tamás: Bozók Ferenc Kortársalgó című könyvéről, in: Könyvhét, 2013. 3, szám, 171.
- Szilágyi Márton: Bozók Ferenc két új könyvéről, in: PoLíSz, 2013. szeptember-október, 108-109.
- Pomogáts Béla: Bozók Ferenc Költői Budapest és Kortársalgó c. könyveiről, in: Vigilia, 2013. november, 876.
- Károlyi Csaba: Bozók Ferenc Kortársalgó c. könyvéről, in: Élet és Irodalom, 2014. január 24. 19.
- Dancs Rózsa: Bozók Ferenc Kortársalgó c. könyvéről, in: Kalejdoszkóp (Toronto), 2014. január-február

### Költői Budapest, Budapest költői (2013)
- Nyitrai Gyula: Bozók Ferenc Költői Budapest, Budapest költői című könyvéről, in: Nemzetőr (München), 2013. szeptember
- Viczián Zsófia: Polgárok vallomásai – Bozók Ferenc Költői Budapest c. könyvéről, in: Heti Válasz, 2013. szept. 19. 47.
- Bistey András: Bozók Ferenc Költői Budapest, Budapest költői c. könyvéről, in: Ezredvég, 2014. január-február, 108-110.
- Novák Valentin: Híd a Dunán – Bozók Ferenc Költői Budapest, Budapest költői c. könyvéről, in: Nyugat Plusz, 2014. nyár, 39.

### Magán(y)lexikon (2014)
- Tarbay Ede: Előszó és fülszöveg Bozók Ferenc Magán(y)lexikon című könyvéhez, in: Bozók Ferenc Magán(y)lexikon, 5., valamint a könyv hátsó borítója
- Tarbay Ede: Bozók Ferenc Magán(y)lexikon című könyvéről, in: Váci Polgár, 2014. április, 13.
- Alföldy Jenő: Bozók Ferenc Kortársalgó c. könyvéről, in: Agria, 2014. tél, 242-247.
- Tarbay Ede: Bozók Ferenc Magán(y)lexikon, in: Agria, 2014. nyár, 273-274.

### Tükörtenger (2015)
- Alföldy Jenő: Szembesülések (előszó és fülszöveg Bozók Ferenc Tükörtenger című verseskötetében)
- Karácsondi Imre: Foncsortempók (Bozók Ferenc Tükörtenger c. könyvéről), in: Agria, 2015. tél

### Holt költők társtalansága (2015)
- Lezsák Sándor: Fülszöveg Bozók Ferenc Holt költők társtalansága című könyvének hátsó borítóján
- Diószegi Szabó Pál: Kritika Bozók Ferenc Holt költők társtalansága c. kötetéről, in: Magyar Napló, 2015. szeptember, 64-65.
- Papp Máté: Kritika Bozók Ferenc Tükörtenger és Holt költők társtalansága c. könyveiről, in: Vigilia, 2016. február, 157-158.

### Szárnyas idők (2016)
- Novák Valentin: Fülszöveg Bozók Ferenc Szárnyas idők című könyvének hátsó borítóján

### Nagyvilági esszék (2018)
- Bonivárt Ágnes: Kritika Bozók Ferenc Nagyvilági esszék c. könyvéről, in: Vigilia, 2019. augusztus

### Magyar költők Jézusa (2019)
- Lisztóczky László: Bozók Ferencről új kötete megjelenésekor, in: Lisztóczky László: Ötperces esszék és tanulmányok; Kráter Kiadó, 2019.
- Bistey András: Egy igazi katolikus költő, Bozók Ferenc, in: Bistey András: Könyvekről című kötete; Hungarovox Kiadó, 2020.
- Tóth Sándor: Bozók Ferenc Magyar költők Jézusa c. könyvéről, in: Keresztény Élet, 2019. július 14. 13.
- Ködöböcz Gábor: Kritika Bozók Ferenc Magyar költők Jézusa című könyvéről, in: Agria, 2020. tavasz, 268-269.
- Ködöböcz Gábor: Recenzió Bozók Ferenc Magyar költők Jézusa című könyvéről, in: Partium folyóirat, 2020. tavaszi lapszám

### Félszáz (2023)
- Csontos Márta: „Feledve régi arcainkat a végtelenbe indulunk…”: Bozók Ferenc Félszáz című kötetéről, in: Magyar Múzsa 7(2023):31 (december), 84-86.
- Sághy Ildikó: Félszáz (50 év - 50 vers) [recenzió], in: Lyukasóra 32(2023):9 (december), 47.
- Képes Gábor: Félszáz óramű pontosságú remek, in: Ezredvég, 2024. március-április.

### Egyes versekről
- Mihályi Anikó: Gondolatok Bozók Ferenc Domoszlói advent c. verséről, in: Agria, 2017. tavasz, 46-47. – A Domoszlói advent c. versről beszél Mihályi Anikó a Magyar Katolikus Rádióban
- Hegedűs Bori: Bozók Ferenc Holdhal című versének elemzése, in: Agria folyóirat, 2020. nyári lapszám, 175-176.

## Előadott versei
- Kísértetek, előadja Kálloy Molnár Péter, in: Hangzó Nyugat 2 (CD), 2015.
- Kísértetek, énekli Dóka Attila és Winkler Flóra.
- Nyárszonett, előadja Lukács Sándor, in: Hangzó Nyugat 3 (CD).
- A pénz beszél, énekli Dinnyés József, 2020.

## További hivatkozások
- Bozók Ferenc író blogja (2012–2014)
- Bozók Ferenc művei a Magyar Elektronikus Könyvtárban